# Den pro mou lásku
Pour plus de détails, voir Fiche technique et Distribution.
Den pro mou lásku (littéralement : Un jour pour mon amour) est un film dramatique tchécoslovaque réalisé par Juraj Herz et sorti en 1977. 
Le film a été sélectionné à la Berlinale 1977.

## Synopsis
Le couple formé de Marie et Petr doit faire face à plusieurs épreuves depuis le jour de leur mariage.

## Fiche technique
- Réalisation : Juraj Herz
- Scénario : Markéta Zinnerová
- Photographie : Jiří Macháně
- Montage : Jaromír Janáček
- Musique : Petr Hapka
- Date : 1977
- Durée : 91 minutes

## Distribution
- Vlastimil Harapes : Petr
- Marta Vančurová : Marie
- Eva Sitta : Hanka (comme Eva Píchová)
- Sylva Kamenická : Maruska
- Jiřina Šejbalová : Madame Bernard
- Dana Medrická : la mère de Petr
- Lubomír Cerník : Kabát
- Zofie Kanyzová-Veselá : Helena
- Jan Hartl : Mirek
- Eva Svobodová : Cleaning woman
- Emma Černá :
- Milada Cerná :
- Jaroslav Heyduk : Bernard
- Zdenek Srstka : l'homme au pub
- Markéta Světlíková :